# Litteraturåret 1852

## Pristagare
- Kungliga priset – Nils Lovén
- Svenska Akademiens stora pris – Adolf Fredrik Lindblad[1]

## Nya böcker

### A – G
- Barndomen av Lev Tolstoj

### H – N
- Napoléon le Petit av Victor Hugo

### O – Ö
- Onkel Toms stuga av Harriet Beecher Stowe
- Sancthansnatten, drama av Henrik Ibsen
- Träskeden av Onkel Adam

## Födda
- 24 februari – George Moore (död 1933), brittisk författare av irländsk börd.
- 15 mars – Augusta, Lady Gregory (död 1932), irländsk författare.
- 1 juli – Pontus Henriques (död 1933), svensk teknisk lärare och läroboksförfattare.
- 31 oktober – Mary Eleanor Wilkins Freeman (död 1930), amerikansk författare.

## Avlidna
- 17 februari – Micah Joseph Lebensohn, 23, judisk poet.
- 25 februari – Thomas Moore, 72, irländsk poet.
- 4 mars – Nikolaj Gogol, 42, rysk författare.
- 12 maj – John Richardson, 55, kanadensisk författare.
- 17 augusti – Thomas Griffiths Wainewright, brittisk journalist och seriemördare.
- 28 november – Ludger Duvernay, 53, tryckare, utgivare och journalist.